# 青天乡
青天乡，是中华人民共和国安徽省安庆市岳西县下辖的一个乡镇级行政单位。

## 行政区划
青天乡下辖以下地区：
同心村、界岭村、青天村、明山村、河口村、老鸭村、道义村和三槐村。